# Òscar, una maleta, dues maletes, tres maletes
Òscar, una maleta, dues maletes, tres maletes (títol original en francès: Oscar) és una pel·lícula francesa dirigida per Édouard Molinaro, estrenada el 1967. Ha estat doblada al català.
Protagonitzada per Louis de Funès, la pel·lícula explica la història d'un industrial (encarnat per De Funès) que descobreix en el transcurs d'una sola jornada que la seva filla està embarassada, que ha estat robat per un empleat i altres calamitats que han caigut sobre casa seva i la seva empresa.
Adaptació cinematogràfica d'una obra de Claude Magnier, que va tenir èxit al començament dels anys 1960, ja amb de Funès al paper principal, Oscar  troba un enorme èxit comercial, des de la seva estrena, l'octubre de 1967, amb 6,1 milions d'entrades, classificant-se al segon lloc de les pel·lícules amb més entrades d'aquell any.

## Argument
Christian Martin, modest comptable en una gran societat presidida pel promotor immobiliari Bertrand Barnier sorprèn un matí el seu patró al llevar-se, per tal de demanar-li un substancial augment. Martin està a punt de demanar la mà d'una noia i no gosa presentar-se davant el pare d'aquesta última amb un simple salari d'empleat.
Després d'algunes tergiversacions, Barnier acaba per cedir, i atorga a Martin el seu augment. Aleshores li anuncia que la noia amb qui pensa casar-se no és altra que la filla de Barnier.
Davant del seu rebuig categòric, Martin li revela que ha desviat més de seixanta milions d'antics francs falsificant les escriptures responsables de l'empresa del seu patró. Davant l'amenaça d'aquest de denunciar-ho a la policia, Martin fa valer a Barnier les conseqüències judicials dels seus fraus en les declaracions fiscals de l'empresa.
Tanmateix, després d'haver anunciat igualment a Barnier que era l'amant de la seva filla, Martin proposa restituir la suma a aquesta, si Barnier consent el matrimoni.
Atrapat, dona la seva conformitat i demana a Martin que porti la maleta que conté la suma convertida en joies per assegurar-se de la seva bona voluntat. Aprofita igualment l'absència de Martin per rebre una explicació de la seva filla, Colette.

## Repartiment
- Louis de Funès: Bertrand Barnier
- Claude Rich: Christian Martin
- Mario David: Philippe Dubois
- Germaine Delbat: Charlotte
- Claude Gensac: Germaine Barnier
- Agathe Natanson: Colette Barnier
- Dominique Page: Bernadette
- Paul Préboist: Charles
- Sylvia Saurel: Jacqueline
- Philippe Vallauris: el xòfer
- Roger Van Hool: Oscar

## Al voltant de la pel·lícula
- Adaptació d'una obra de teatre de Claude Magnier, que Louis de Funès va interpretar a quatre vegades: 1959, 1961, 1971 i 1972.
- Els exteriors de la casa presentada a la pel·lícula han estat rodades a la vil·la Stein a Vaucresson prop de París, encara que els interiors són purament decoratius i sense relació amb l'obra de Le Corbusier.
- Arran de la crisi d'apoplexia de Bertrand Barnier (interpretat per Louis de Funès), després de la desaparició de la seva maleta plena de diners, Germaine Barnier (interpretada per Claude Gensac) telefona al doctor Poussin. A la pel·lícula Jo, quan el seu marit acaba d'instal·lar al saló una escultura, Sylvie Brisebard (interpretada per Claude Gensac) agafa el telèfon per trucar un doctor Poussin.